# Ракун ракоїд
Ракун ракоїд або єнот ракоїд (Procyon cancrivorus) — вид роду ракун родини ракунових, хижа істота середніх розмірів, що мешкає в тропічних лісах Південної Америки.

## Середовище проживання
Країни проживання: Аргентина, Болівія, Бразилія, Колумбія, Коста-Рика, Еквадор, Французька Гвіана, Гаяна, Панама, Парагвай, Перу, Суринам, Уругвай, Тринідад і Тобаго, Венесуела.
Населяють береги річок і озер, і прісноводні болота.

## Морфологія
Морфометрія. довжина голови й тіла: 543—650 мм, довжина хвоста: 252—380 мм, довжина задньої ступні: 130—150 мм, довжина вуха: 50–60 мм, вага: від 3,1 до 7,7 кг.
Опис. Голова широка з виражено округлою мордою. Очі середніх розмірів, розташовані дуже далеко один від одного. Короткі вуха. Шерсть коротка і товста. Забарвлення сірувате. Над очима і на писку біле волосся. Вуха білуваті. Ноги та ступні темно-коричневі. Волосся на потилиці нахилена вперед. Горла коричневе. Хвіст короткий, трохи понад 50% від довжини голови та тіла, вкритий густим волоссям і має смуги чорного кольору. Ноги та ступні подовжені, темно-коричневі. Пальці розділені, довгі та не мають перетинок. Задні ноги довші, ніж у попередні.
Зубна формула: I 3/3, C 1/1, P 4/4, M 2/2 = 40 зубів. 

## Стиль життя
Веде нічний спосіб життя, земний і солітарний. Поживою є молюски, риби, краби, комахи і земноводні; іноді раціон можуть доповнити фрукти. Можуть піднятися на дерево, але головним чином залишаються на землі, як правило, на березі або на мілководді, де шукають їжу. Живуть від 10 до 14 років.

## Галерея

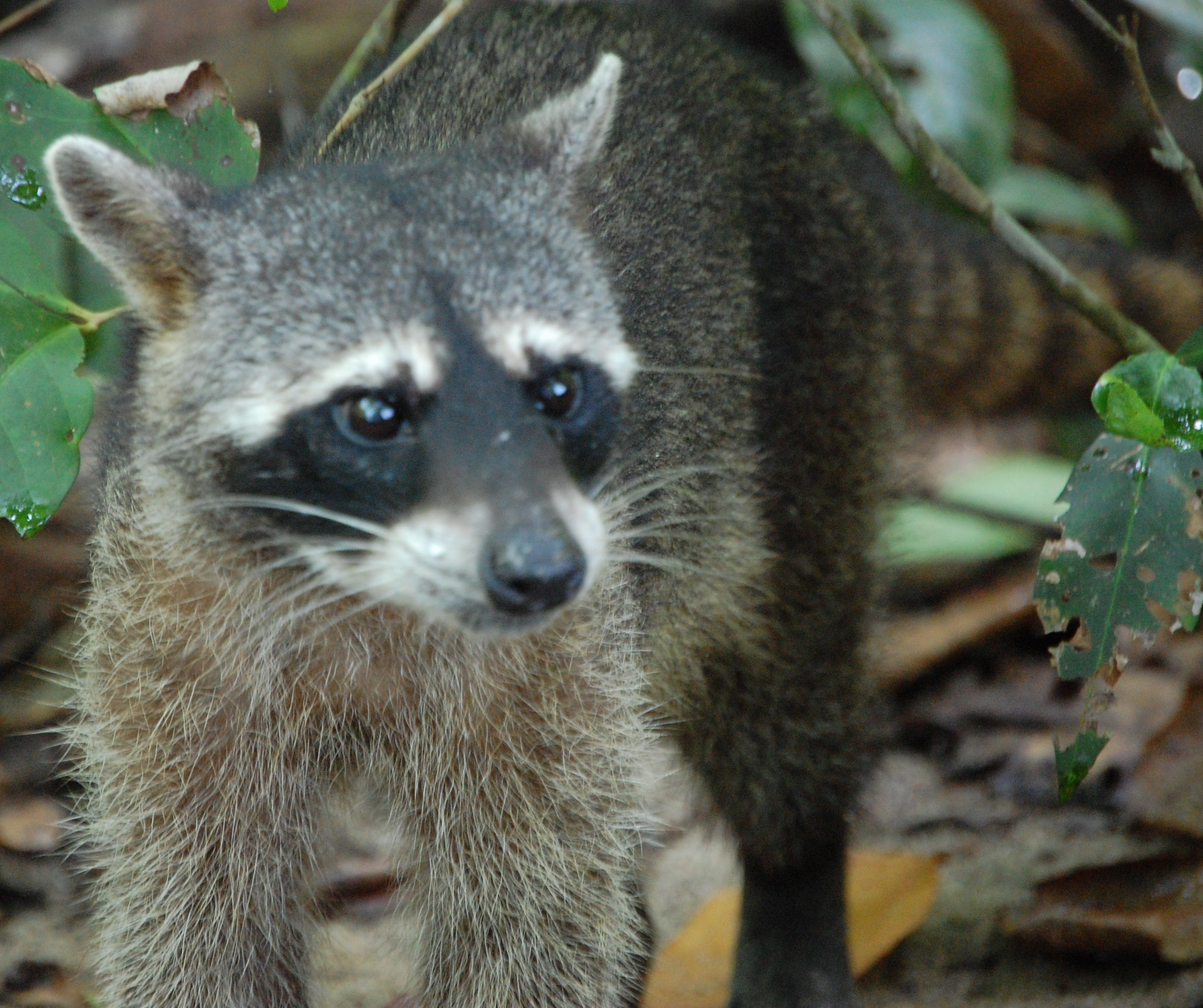
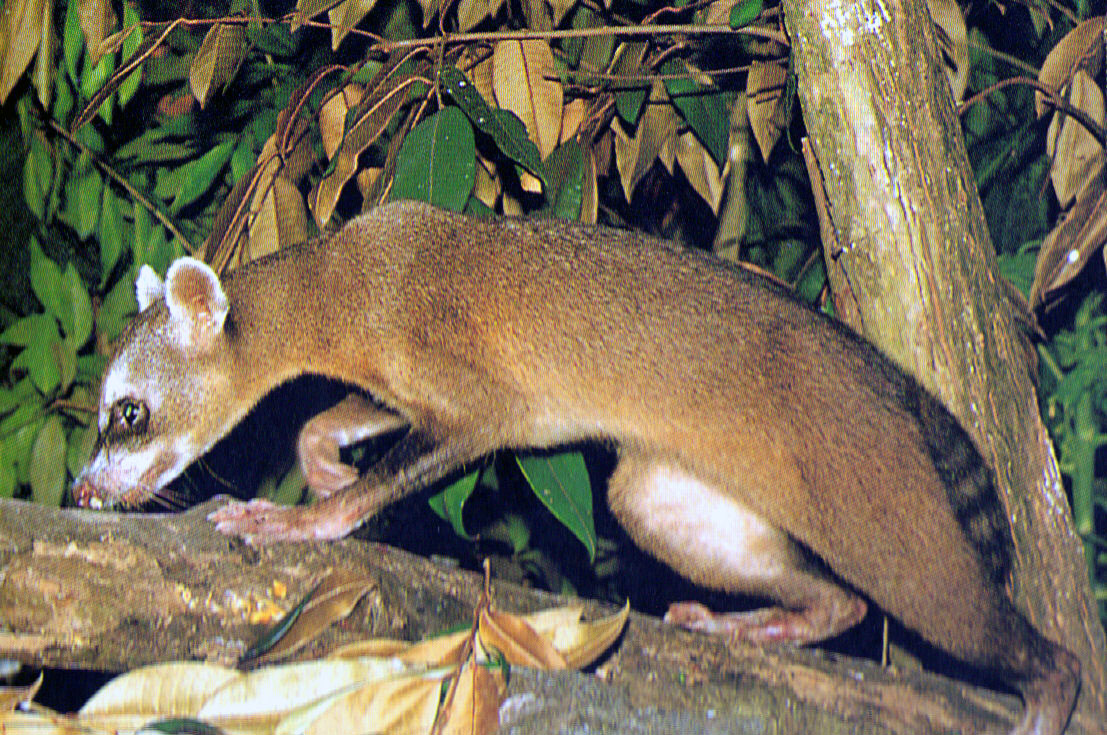